# Backemoorer Mühle
Die Backemoorer Mühle ist eine dreistöckige Holländerwindmühle in Backemoor im Landkreis Leer (Ostfriesland). Ihre Besonderheit ist ein vom Müller Annäus Müller selbst konstruiertes Metallflügelsystem, das sich selbsttätig der Windstärke anpasst.

## Geschichte
Bevor die Mühle in Backemoor errichtet werden konnte, gab es rund 50 Jahre Auseinandersetzungen mit Müllern aus Leer, Collinghorst und Rhaude, die Umsatzeinbußen durch eine weitere Mühle befürchteten. Gebaut wurde die erste eingeschossige Peldemühle schließlich vom Mühlenbauer Poppe Janssen aus Esens. 1798 wurde die Mühle in Betrieb genommen,  am 14. September 1900 für 33.500 Mark versteigert und im darauffolgenden Jahr vom neuen Besitzer Johannes Müller als dreigeschossige Getreidemühle aufgestockt. 1929 ging der Mühlenbetrieb an dessen Sohn Rolf Fleßner Müller über. Kurz vor dem Ende des Zweiten Weltkriegs wurde die Mühle in Brand geschossen, aber bis 1949 wieder repariert. Kurz nach Ostern 1958 brach das Flügelkreuz, was den Betrieb bis Anfang 1959 unterbrach, und 1962 wandelte Rolf Fleßner Müller den Betrieb mit seinem Sohn Annäus Müller in eine Offene Handelsgesellschaft um. Im März 1973 zerbrach das Flügelkreuz der Mühle erneut, woraufhin ein Teil des Mühlenbetriebes nach Leer umgesiedelt wurde. Am 17. Juli 1975 geriet die Backemoorer Mühle bei Renovierungsarbeiten in Brand und blieb danach als Torso stehen. Ab 1980 führte der Müllermeister Annäus Müller den Betrieb alleine und im Jahr 1991 wurde der Mühlenverein Backemoor gegründet, um die Mühle zu erhalten. Auf Veranlassung des letzten Müllers, der 2017 starb, erhielt die Mühle im September 2016 wieder eine Galerie, im Dezember 2019 ihre Mühlenkappe und abschließend im Sommer 2020 den Steert und die Flügel zurück. Die Mühle ist heute im Besitz der Gemeinde Rhauderfehn und an ein Müllerehepaar vermietet.